# Nalin Samarasinha
Nalin H. Samarasinha, né en 1958 au Sri Lanka, est un planétologue et découvreur de planètes mineures qui étudie l'évolution dynamique et les processus des noyaux et des chevelures cométaires. Actuellement[Quand ?], il travaille comme scientifique principal pour le Planetary Science Institute aux États-Unis,.

## Jeunesse
Samarasinha a obtenu un baccalauréat ès sciences avec mention en physique de l'Université de Colombo après avoir étudié au Nalanda College Colombo. Plus tard, il a obtenu une maîtrise en astronomie de l'Université du Maryland à College Park (États-Unis) et a poursuivi ses études en obtenant un doctorat en astronomie de l'Université du Maryland.

## Découvertes et honneurs
L'astéroïde de la famille de Flore (12871) Samarasinha (1998 ML37), découvert par des astronomes dans le cadre du relevé LONEOS en 1998, a été nommé en son honneur. La citation de nommage a été publiée par le Centre des planètes mineures le 24 juillet 2002 (M.P.C. 46109),. Il est le premier citoyen né au Sri Lanka à avoir la distinction d'avoir un astéroïde portant son nom. Avec l'astronome Tod R. Lauer, il est crédité de la découverte de l'astéroïde (607372) Colombounilanka.